# Zygosaccharomyces rouxii
Zygosaccharomyces rouxii (Boutroux) Yarrow – gatunek jednokomórkowych grzybów zaliczany do drożdży. Znany jest głównie z tego, że powoduje psucie się produktów spożywczych o dużej zawartości cukru lub soli, wykazuje bowiem dużą osmo- i halotelerancję.

## Systematyka i nazewnictwo
Pozycja w klasyfikacji według Index Fungorum: Zygosaccharomyces, Saccharomycetaceae, Saccharomycetales, Saccharomycetidae, Saccharomycetes, Saccharomycotina, Ascomycota, Fungi.
Po raz pierwszy opisał go w 1883 r. A. Boutroux, nadając mu nazwę Saccharomyces rouxii. W 1997 r. David Yarrow w wyniku badań filogenetycznych przeniósł go do rodzaju Zygosaccharomyces. Ma ponad 40 synonimów. Niektóre z nich:
- Candida placentae Goto 1979
- Saccharomyces nukamiso (Y. Otani) S. Ito 1964
- Saccharomyces placentae (Goto) Goto 1980
- Torulaspora rouxii (Boutroux) Kock.-Krat. 1982

## Morfologia i rozwój
Na agarze YM tworzy kolonie o barwie od białej do kremowej i konsystencji masła. Po 3 dniach w temperaturze 25 °C komórki mają kształt kulisty lub jajowaty, o wymiarach 2–8×2–10 µm i występują pojedynczo, w parach lub w małych skupiskach. Na powierzchni podłoża asymilacyjnego nie tworzą się błonki. Na płytkach Dalmau na agarze morfologicznym mogą tworzyć się proste lub dobrze uformowane pseudostrzępki, ale brak prawdziwych strzępek. Rozmnaża się przez pączkowanie i płciowo. Worki są trwałe i często sprzężone. Koniugacja zachodzi między dwiema oddzielnymi komórkami lub między komórką a jej pąkiem. Z jednego worka tworzy się od jednego do czterech kulistych lub jajowatych askospor. Niektóre szczepy reprezentują heterotaliczne typy kojarzenia. Askospory obserwowano na agarach z mąką kukurydzianą, podłożem Gorodkowa i octanem potasu po 7 dniach w temperaturze 25 °C.
Genom ma 10,4 miliona par zasad na 7 chromosomach, w tym par guanina – cytozyna jest 39,1%. Liczba genów wynosi 5 000, introny stanowią 3,3%, genów kodujących tRNA jest 246, mitochondrialny DNA liczy 83 000 par zasad. Występuje naturalny plazmid mający 6200 par zasad.

## Psucie żywności
Zygosaccharomyces rouxii, podobnie jak jego bliski krewny Zygosaccharomyces mellis, zwykle występuje w siedliskach silnie osmotycznych. Wyizolowano go z wielu różnych źródeł, w tym cukru trzcinowego, syropu czekoladowego, skoncentrowanego moszczu z czarnych winogron, miodu, dżemu, syropu klonowego, marmolady, marcepanu, miso, czerwonego wina, solonej fasoli, napojów bezalkoholowych i soi. Powoduje psucie się głównie żywności o wysokiej zawartości cukru lub soli, takiej jak syropy cukrowe, kandyzowane owoce i sos sojowy. Tylko nieliczne gatunki mikrobów mogą rozwijać się w tak konserwowanej żywności, a Z. rouxii należy do najbardziej z nich odpornych na stężenie cukru i soli. Niektóre jego szczepy są zdolne do wzrostu nawet przy 18% stężeniu NaCl.

## Fizjologia
Wysoka odporność Z. rouxii na stężenie soli polega na wewnątrzkomórkowej akumulacji polioli, gliceryny i d-arabitolu, w celu utrzymania równowagi osmotycznej, a tym samym stabilizacji struktury komórkowej i metabolizmu oraz z wydalania kationów sodu (Na+). Ważnym metabolitem mającym związek z ekstremalną tolerancją soli jest trehaloza, zaobserwowano, że geny zaangażowane w jej syntezę ulegają silnej ekspresji w warunkach stresu. Zaobserwowano także reakcję Z. rouxii na stres osmotyczny na poziomie struktury błony komórkowej, czego skutkiem jest zmniejszenie płynności błony, spowodowane zwiększonym stopniem nasycenia kwasami tłuszczowymi.
Z. rouxii jest wrażliwy na używane do konserwacji żywności kwasy organiczne: kwas sorbinowy, kwas benzoesowy i kwas octowy i tym m.in. różni się od Zygosaccharomyces bailii, który na kwasy te wykazuję większą odporność i powoduje psucie się produktów i kiszonych i konserwowanych tymi kwasami, S. rouxii psuje głównie produkty silnie słodkie lub silnie słone.
Z. rouzii, podobnie jak Z. mellis, jest stosunkowo wrażliwy na ciepło, ginie szybko w temperaturach przekraczających 45 °C, ale przy wyższym stężeniu cukru wytrzymuje nieco wyższe temperatury. Z. rouxii wykazuje umiarkowaną fermentację i jest w stanie wytwarzać dwutlenek węgla w ilości wystarczającej do eksplozji zamkniętych pojemników z żywnością.

## Zastosowanie
Z. rouxii odgrywa ważną rolę w przygotowaniu wielu solonych, orientalnych produktów fermentowanych, z których najbardziej znanymi jest sos sojowy i miso. Soję poddaje się początkowo fermentacji przez pleśń Aspergillus flavus, następnie spleśniałe ziarna zanurza się w roztworze solnym, zwykle zawierającym 18–20% NaCl. Z. rouxii jest w stanie powoli fermentować cukry i aminokwasy obecne w tym słonym, beztlenowym trunku, uwalniając aromaty istotne dla wartości smakowych. Z. rouxii odgrywa także ważną rolę na wczesnych etapach produkcji octu balsamicznego (ginie w wyższych stężeniach kwasu octowego).